# 丹野大
丹野 大（たんの だい、－2013年7月19日）は日本の経済学者、青森公立大学経営経済学部教授。「国際経営論」などの講義を担当する一方、学内の英語教育、異文化間コミュニケーション、日本の大学教育などに関する論考も発表する。また、小松正之・浜口尚らと並ぶ捕鯨推進論者で、日本捕鯨協会の機関誌『勇魚・勇魚通信』への論文寄稿の他、2004年には『反捕鯨?』を著し、捕鯨撤廃論者、さらには文化帝国主義に対する反論を行っている。

## 経歴
- 1976年 早稲田大学第一文学部卒業
- 1984年 同大学大学院博士課程単位取得退学
- 1993年 ジョージア大学よりPh.D.取得（経済人類学）
- 1993年-1998年 セイラム帝京大学（現 セイラム国際大学）日本研究学部専任講師・学部長
- 1998年- 青森公立大学経営経済学部教授

## 著作
- 『反捕鯨? 日本人に鯨を捕るなという人々（アメリカ人）』 （文眞堂、2004年） ISBN 4830944757
- 『アメリカ白人による日本批判－民族間関係の研究－』 （成山堂書店、2010年） ISBN 978-4-425-98191-5
- 『青森リンゴが開拓したロシア市場 　地域特産品の輸出促進を考える』 (日本評論社、2011年10月) ISBN 978-4535557017
- 『捕鯨の文化人類学』 岸上伸啓 編著　（成山堂書店、2012年4月）　第三部　日本および韓国における地域捕鯨「日本人の鯨食観 －2008年首都圏データ（560人）は語る－」（丹野大＆濱崎俊秀 共著） ISBN 978-4425982417

など

## 論文
- 「『メリット・オリエンテッドな雇用形態』は『日本文化の保守的側面』にどの程度まで影響を及ぼしうるのか -- 東北地方を中心としたデータからえられた諸発見」 『青森公立大学経営経済学研究』 5(2) [2000.03]
- （松原 勝子・西俣 貴幸） 「TOEICの得点差を説明する一要因 -- 青森公立大学の Samples を使った場合」 『青森公立大学紀要』 6(2) [2001.3]
- 「教育を変える (11) 公立はこだて未来大学の挑戦 課題解決しながら未来の教育研究形態を模索する」 『カレッジマネジメント』 19(5) (通号 110) [2001.9・10]
- （山本 志都）「『異文化感受性発達尺度 (The Intercultural Development Inventory)』の日本人に対する適用性の検討: 日本語版作成を視野に入れて」 『青森公立大学紀要』 7(2) [2002.3]
- 「どのような日本人が国際経営に適する人材になれそうか: 『性格適性検査』から読み取られる『国際経営』に関わる幾つかの属性」 『青森公立大学紀要』 8(1) [2002.9]
- 「We Bridge Two Markets to Make People Happy -- VACIBER Project の記録 (1)」 『青森公立大学経営経済学研究』 10(1) [2004.9]

など